# Кезенешть
Кезенешть, Кезенешті (рум. Căzănești) — місто у повіті Яломіца в Румунії.
Місто розташоване на відстані 75 км на схід від Бухареста, 28 км на захід від Слобозії, 138 км на захід від Констанци, 120 км на південний захід від Галаца.

## Населення
За даними перепису населення 2002 року у місті проживала 3641 особа.
Національний склад населення міста:
| Національність | Кількість осіб | Відсоток |
| -------------- | -------------- | -------- |
| румуни         | 3158           | 86,7%    |
| цигани         | 482            | 13,2%    |
| болгари        | 1              | < 0,1%   |

Рідною мовою назвали:
| Мова      | Кількість осіб | Відсоток |
| --------- | -------------- | -------- |
| румунська | 3363           | 92,4%    |
| циганська | 277            | 7,6%     |
| німецька  | 1              | < 0,1%   |

Склад населення міста за віросповіданням:
| Релігія     | Кількість осіб | Відсоток |
| ----------- | -------------- | -------- |
| православні | 3639           | 99,9%    |
| адвентисти  | 2              | 0,1%     |

## Зовнішні посилання
- Дані про місто Кезенешть на сайті Ghidul Primăriilor [Архівовано 2 березня 2012 у Wayback Machine.]